# Stichting voor Vluchteling Studenten UAF
Stichting voor Vluchteling-Studenten UAF is een niet-gouvernementele organisatie die hoger opgeleide vluchtelingen ondersteunt bij het realiseren van een passende maatschappelijke positie. Het UAF adviseert, begeleidt en ondersteunt vluchtelingen bij hun studie en bij het vinden van werk in Nederland passend bij hun capaciteiten.

## Geschiedenis

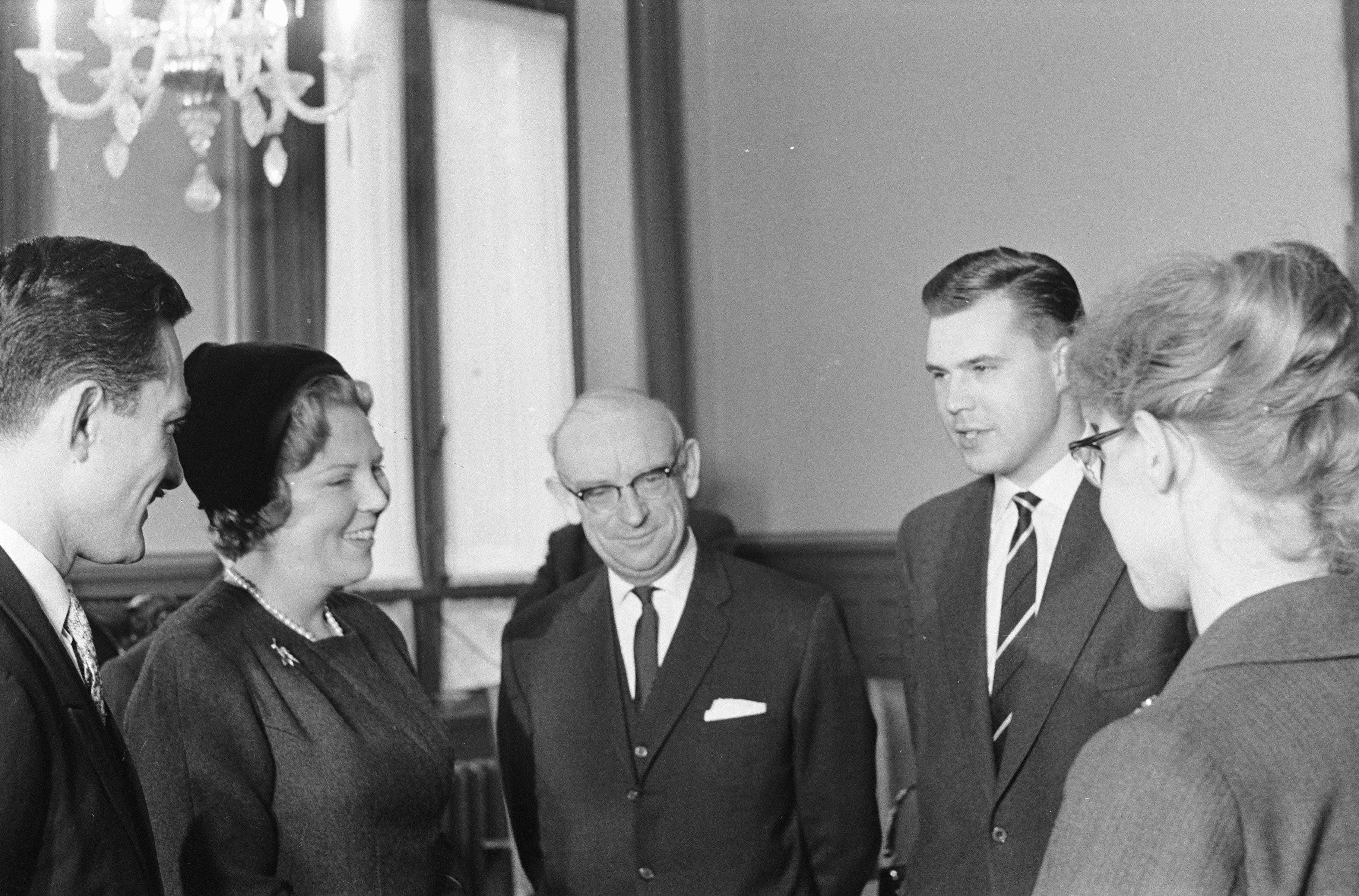
Prinses Beatrix op bezoek bij het University Assistance Fund (1961)

Het UAF is opgericht in 1948, en is daarmee de oudste vluchtelingenorganisatie in Nederland. Het initiatief tot oprichting werd genomen door de Nederlandse universiteiten, naar aanleiding van de komst van de eerste Tsjechische vluchtelingen naar Nederland, in februari 1948. Onder hen bevonden zich veel studenten en docenten. Om hen een mogelijkheid te geven om hun opleiding in Nederland af te maken richtten de universiteiten daarom op 24 februari 1948 het Comité Adhesie Tsjechische Studenten op. Dit comité haalde destijds het wereldnieuws.
Al snel na de oprichting werd de stichting hernoemd naar het University Assistance Fund. De stichting hield zich immers ook bezig met ondersteuning van vluchtelingen uit andere landen dan Tsjechoslowakije. In 1968 werd de naam nog een keer veranderd naar het huidige Stichting voor Vluchteling-Studenten UAF. De reden daarvoor was dat de organisatie inmiddels niet alleen meer universitaire studenten ondersteunde, maar ook vluchtelingen en asielzoekers in het hoger beroepsonderwijs.
In 1993 besloot het UAF dat de stichting zich niet langer alleen met studiebegeleiding van vluchtelingen moest bezighouden, maar ook met de begeleiding naar de arbeidsmarkt. Daartoe werd de afdeling Job Support opgericht.
In de loop der jaren heeft het UAF duizenden vluchtelingen kunnen ondersteunen bij het behalen van een Nederlands diploma. Een aantal van hen bekleedde later belangrijke posten in de Nederlandse maatschappij, bijvoorbeeld in de politiek, de kunsten en de media. Enkele van hen zijn Martin Šimek, Ayaan Hirsi Ali, Kader Abdolah en Halleh Ghorashi.

## Werkzaamheden
Bij het UAF werken circa 100 medewerkers. Jaarlijks begeleidt de stichting ongeveer 3000 studenten, waarvan 90 procent uiteindelijk een verblijfsvergunning ontvangt van de IND. Elke student wordt persoonlijk begeleid door een studentenbegeleider van het UAF, die de student helpt bij het vinden van zijn weg in het Nederlandse onderwijssysteem. Daarnaast worden er activiteiten en bijeenkomsten georganiseerd waar studenten elkaar kunnen ontmoeten. Het UAF verleent waar nodig ook financiële ondersteuning, door noodzakelijke studiekosten te betalen waar de student geen gebruik kan maken van overheidsvoorzieningen. Een deel van die betalingen bestaat uit een lening.
De afdeling Job Support biedt ondersteuning bij het vinden van een passende baan. De ondersteuning is gericht op maatwerk en het aanreiken van ‘instrumenten’ waarmee werkzoekende vluchtelingen zelf aan de slag kunnen om hun gewenste baan te vinden en te krijgen.
Naast de individuele begeleiding houdt het UAF zich ook bezig met lobby-activiteiten, bijvoorbeeld door overleg met universiteiten en hogescholen over de positie van vluchtelingstudenten, door overleg met politici in de Tweede Kamer, de rijksoverheid en gemeenteraadsleden.

## Nominaties en prijzen
In 2008 werd het UAF genomineerd voor de Nansen Refugee Award.
In 2011 werd het UAF door dagblad Trouw als meest effectieve goede doel van Nederland uitgeroepen. Het UAF eindigde bovenaan in de categorie ‘Welzijn en Cultuur’. Het onderzoek maakte de mogelijke maatschappelijke prestatie van een goed doel inzichtelijk. Een organisatie die hoog scoort heeft een grote kans om succesvol te zijn en de gewenste resultaten te behalen. In 2012 werd het UAF derde in de categorie ‘Welzijn en Cultuur’ van de Trouw goede doelen top 50.

## Voorwaarden voor aanmelding
Het UAF stelt voorwaarden waaraan vluchtelingen en asielzoekers moeten voldoen om in aanmerking te komen voor steun van het UAF. Zij moeten beschikken over voldoende vooropleiding en taalniveau, om een opleiding op universitair of hbo-niveau te kunnen volgen. Ook beoordeelt het UAF via een eigen toetsing of iemand terecht een beroep op het vluchtelingschap heeft gedaan. Het vluchtelingenverdrag van Genève is daarbij het richtsnoer.

## Inkomsten
De inkomsten van het UAF zijn grotendeels afkomstig van donateurs. Daarnaast krijgt het UAF financiële steun van de Nationale Postcode Loterij. De stichting krijgt bovendien op projectbasis subsidie van het Europees Vluchtelingen Fonds (EVF). Ook sommige ministeries en gemeenten leveren op projectbasis subsidies. Deze projecten kunnen gericht zijn op specifieke groepen (zoals artsen) of op thema's (zoals intensieve toeleiding naar de arbeidsmarkt in bepaalde gemeenten).

## Bestuursvoorzitter
Ruud Lubbers was van 1 juli 2006 tot 1 mei 2014 voorzitter van het UAF-bestuur. Op 1 mei 2014 nam Job Cohen deze functie van hem over.
Vanaf 1 september 2021 is Maarten van Beek voorzitter van de Raad van Toezicht.